# San Diego Islands
Die San Diego Islands (meist verkürzt als Diego Islands bezeichnet) sind eine trinidadische Inselgruppe im Golf von Paria, der die Inselrepublik Trinidad und Tobago vom venezolanischen Festland trennt. Sie besteht aus den beiden Inseln Carrera Island und Cronstadt Island.

## Geographie
Die San Diego Islands sind die Überreste eines Riffs. Sie liegen rund 500 Meter südlich von Point Gourde, einer Halbinsel, die den südlichsten Punkt von Chaguaramas bildet, den Nordwestzipfel der Insel Trinidad. Beide Inseln bestehen zum größten Teil aus Kalkstein. Administrativ gehören sie zur Region Diego Martin.

## Geschichte
Trinidad war von 1498 bis 1797 eine spanische Kolonie. Über die Geschichte der San Diego Islands vor 1791 ist nichts bekannt. In diesem Jahr übertrug der damalige Gouverneur der Insel, José María Chacón, das Eigentum an den Inseln der an die Cabildo, das selbstverwaltende administrative Organ Trinidads. Die Cabildo verpachtete die Inseln.
Nach dem Machtwechsel 1797 wurden die San Diego Islands unter dem britischen Gouverneur Thomas Hislop zwischen 1803 und 1811 vermessen. Die zunächst weiter bestehende Cabildo verpachtete die Inseln weiterhin, noch in der ersten Hälfte des 19. Jahrhunderts wurden sie aber verkauft. Beide Inseln wurden von ihren jeweiligen Besitzern sowohl als Wochenenddomizil als auch als kommerzieller Kalksteinbruch genutzt.
Cronstadt Island diente bis in die 1970er-Jahre als Kalksteinbruch und beherbergt heute eine industrielle Verarbeitungsanlage für Baryt. Carrera Island ist seit 1880 eine Gefängnisinsel. Ein Besuch bedarf einer behördlichen Genehmigung.

## Bevölkerung
Auf Cronstadt Island lebten 2011 15 Arbeiter. Auf Carrera Island waren Stand 2013 gut 300 Hochsicherheits-Häftlinge inhaftiert.